# Tom DeFalco
Tom DeFalco (New York, 26 giugno 1950) è un fumettista e curatore editoriale statunitense.

## Biografia
DeFalco ha scritto storie per la Marvel Comics con personaggi come l'Uomo Ragno, New Warriors, Thor, Fantastici Quattro e Spider-Girl.
Ha scritto anche diversi episodi del fumetto di Guerre stellari e dei Transformers.
Ha inoltre creato il personaggio di Jock Jackson con Ron Frenz e John Quesada, e quello di Joystick con Mark Bagley.
Dal 1987 al 1994 è stato Editor-in-Chief della Marvel.